# Doodstraf in Saint Kitts en Nevis
In Saint Kitts en Nevis is de doodstraf de zwaarst mogelijke straf die een rechter aan een veroordeelde kan opleggen. De straf wordt voltrokken door middel van ophanging. De doodstraf kan alleen worden opgelegd voor moord met verzwarende omstandigheden en verraad. 
Sinds haar onafhankelijkheid in 1983 heeft Saint Kitts en Nevis drie personen geëxecuteerd. De meest recente executie betrof die van Charles Laplace wegens de moord op zijn vrouw in 2008. Anno 2021 zit er geen persoon in de dodencel.
Saint Kitts en Nevis heeft in 2007, 2008, 2010, 2012, 2014 en 2016 tegen het moratorium op de doodstraf van de Verenigde Naties gestemd.